# Tianmen
För andra betydelser, se Tianmen (olika betydelser).
Tianmen är en stad i den centrala delen av provinsen Hubei i Folkrepubliken Kina.
Staden har status som subprefektur, vilket betyder att den befinner sig på samma administrativa nivå som ett härad, men lyder direkt under provinsregeringen. 
Tianmen ligger  omkring 110 kilometer väster om provinshuvudstaden Wuhan på Jianghanslätten (kinesiska: 江汉平原; pinyin: Jiānghànpíngyúan) som är ett av Hubeis bördigaste jordbruksområden. Stadsområdet omfattar totalt 2 622 kvadratkilometer och befolkningen uppgick i slutet av 2007 till 1 691 000 personer.
Staden hette tidigare Jingling (kinesiska: 竟陵; pinyin: Jìnglíng) men bytte år 1726, under Qingdynastin, namn till Tianmen. En av Tianmens mest berömda invånare är Lu Yu (kinesiska: 陆羽; pinyin: Lù Yǔ) (733–804), en av de viktigaste bidragsgivarna till den kinesiska tekulturen.
Under 2012 kommer Tianmen att bli en station på den nya Hankou - Yichang-järnvägen.

## Fotnoter
1. ↑  Kinesiska Wikipedia: 天门市 "天门市"